# Федоровское (Калужская область)
Федоровское — село в Жуковском районе Калужской области России. Входит в сельское поселение «Село Трубино».
Расположено на правом берегу Протвы в 4 км к юго-юго-западу от Жукова, в 13 км к юго-юго-востоку от Обнинска, в 57 км к северо-северо-востоку от Калуги, в 85 км от МКАД.
| 2002 | 2010 |
| ---- | ---- |
| 18   | →18  |

## История
В XV веке на родословном дереве князей Оболенских появилась ветвь князей Щербатовых. Им принадлежали несколько сёл под Калугой по реке Протве ниже Спас-Загорья.
В 1698 году Иван Осипович Щербатов (сын князя Осипа Ивановича Щербатова) стал единоличным владельцем обширных родовых земель, в том числе и села Федоровское.
Название селу дала церковь святого Фёдора Тирона, построенная в 1714—1716 годах. Считается, что её построил князь Иван Осипович Щербатов. Простая по архитектуре церковь, в настоящее время почти разрушенная.